# کارلوس کاروس
کارلوس کاروس (اسپانیایی: Carlos Carús‎; ۱۰ ژوئیهٔ ۱۹۳۰ – ۱۹۹۷) بازیکن فوتبال اهل مکزیک بود.
از باشگاه‌هایی که در آن بازی کرده‌است می‌توان به باشگاه فوتبال دپورتیوو تولوکا اشاره کرد.
وی همچنین در تیم ملی فوتبال مکزیک بازی کرده‌است.